# В'єдма
```

```

В'є́дма (ісп. Viedma) — місто в центральній частині Аргентини, столиця провінції Ріо-Негро та департаменту Адольфо-Альсіна. Населення міста становить 46 948 мешканців (перепис INDEC 2001 року).

## Географія
Розташоване на правому березі річки Ріо-Негро, навпроти міста Кармен-де-Патагонес.

### Клімат
Місто знаходиться у зоні, котра характеризується кліматом тропічних степів. Найтепліший місяць — січень із середньою температурою 22,2 °C. Найхолодніший місяць — липень, із середньою температурою 6,6 °С.
Абсолютний максимум температури: 43,2 °C, абсолютний мінімум: −10,8 °C.
| Клімат В'єдми           | Клімат В'єдми | Клімат В'єдми | Клімат В'єдми | Клімат В'єдми | Клімат В'єдми | Клімат В'єдми | Клімат В'єдми | Клімат В'єдми | Клімат В'єдми | Клімат В'єдми | Клімат В'єдми | Клімат В'єдми | Клімат В'єдми |
| Показник                | Січ.          | Лют.          | Бер.          | Квіт.         | Трав.         | Черв.         | Лип.          | Серп.         | Вер.          | Жовт.         | Лист.         | Груд.         | Рік           |
| Середній максимум, °C   | 30,4          | 28            | 24,5          | 20,2          | 16,2          | 12,8          | 12,4          | 15            | 17,6          | 20,9          | 25,5          | 27,9          | 21            |
| Середня температура, °C | 22,2          | 21            | 17,6          | 13,6          | 9,8           | 7             | 6,6           | 8,3           | 10,7          | 14,1          | 18,3          | 20,9          | 14,2          |
| Середній мінімум, °C    | 14,8          | 14            | 11,2          | 7,9           | 4,6           | 2,2           | 1,8           | 2,5           | 4,4           | 7             | 10,3          | 12,9          | 7,8           |
| Норма опадів, мм        | 46            | 41.8          | 57.4          | 43.4          | 30.3          | 22            | 23.1          | 20.7          | 26.3          | 31.7          | 19.3          | 18            | 380           |
| Днів з опадами          | 6             | 7             | 7             | 6             | 7             | 8             | 7             | 4             | 5             | 7             | 3             | 4             | 71            |
| Вологість повітря, %    | 51            | 56            | 63            | 69            | 73            | 75            | 74            | 68            | 64            | 59            | 49            | 48            | 62.4          |
| ----------------------- | ------------- | ------------- | ------------- | ------------- | ------------- | ------------- | ------------- | ------------- | ------------- | ------------- | ------------- | ------------- | ------------- |
| Джерело: Weatherbase    |               |               |               |               |               |               |               |               |               |               |               |               |               |

## Історія
22 квітня 1779 року Франсіско де В'єдма-і-Нарваес заснував на південному березі Ріо-Неґро фортецю Нуестра-Сеньйора-дель-Кармен (ісп. Nuestra Señora del Carmen), яка дала початок історії міста В'єдма. Фортеця стала першим постійним європейським поселенням на патагонських землях. Невдовзі через повінь фортецю було перенесено на північний берег річки, де зараз знаходиться місто Кармен-де-Патагонес.
Впродовж століття В'єдма була південним передмістям фортеці Мерседес-де-Патагонес (ісп. Mercedes de Patagones). 1878 року В'єдма була відокремлена від міста Кармен-де-Патагонес і провінції Буенос-Айрес, і стала столицею губернаторства Патагонія.

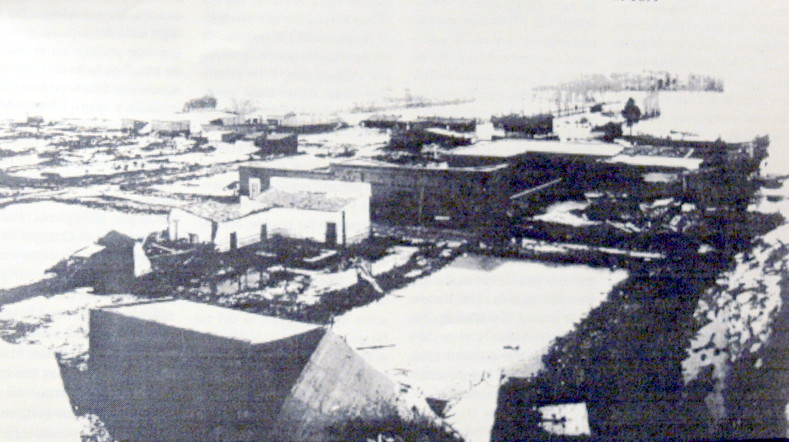
Центр В'єдми після повені 1899 року

1880 року місто отримала ім'я В'єдма на честь свого засновника.
1899 року місто було знищене повінню.
1900 року В'єдма стала столицею новоствореної національної території Ріо-Негро. 1955 року національна територія отримала статус провінції, а 20 жовтня 1973 року В'єдма стала її столицею.
27 травня 1987 року до Національного конгресу було подано закон № 23.512, у якому пропонувалося перенести столицю Аргентини до агломерації В'єдма — Кармен-де-Патагонес. Столицею провінції Ріо-Негро передбачалося зробити місто Барілоче або Хенераль-Рока, які є найважливішими населеними пунктами регіону. Після завершення президентського терміну Рауля Альфонсина закон було скасовано і проект перенесення столиці ніколи не було реалізовано.
31 липня 2009 року двоє депутатів від провінції Місьйонес знову подали пропозицію перемістити столицю Аргентини.

## Освіта

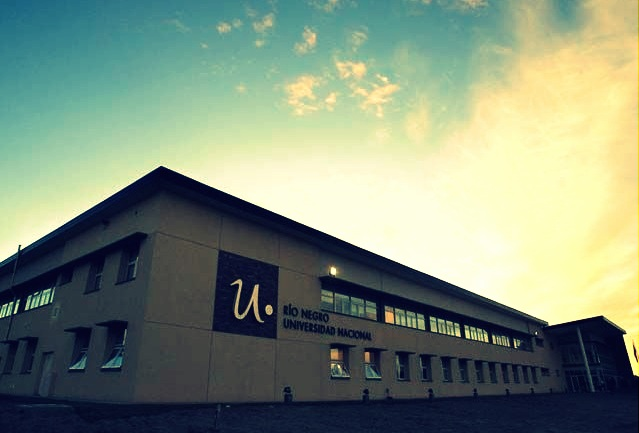
Національний університет Ріо-Негро

У місті В'єдма знаходиться велика кількість освітніх закладів усіх рівнів. Найважливішим вишем є Національний університет Ріо-Негро (ісп. Universidad Nacional de Río Negro), заснований у грудні 2007 року. В університеті навчається більше 2 тисяч студентів на таких спеціальностях:
- адміністрування
- громадянської безпеки
- систем
- громадських комунікацій
- фізкультури і спорту
- агрономії
- технічного обслуговування
- екології

Також у місті функціонує філіал Національного університету Комауе.

## Спорт
У місті В'єдма є такі спортивні клуби:
- футбол: Соль де Майо (ісп. Club Sol de Mayo), заснований 1920 року, Вілья Конгресо (ісп. Club Villa Congreso), Лавальє (ісп. Lavalle), Санто (ісп. Santo) та інші
- баскетбол: Сан-Мартін (ісп. Club San Martin), Вілья Конгресо (ісп. Club Villa Congreso), Соль де Майо (ісп. Club Sol de Mayo)
- гандбол: Гольят (ісп. Club Goliat)
- веслування — один із найпопулярніших видів спорту у місті. Багато спортсменів з міста В'єдма мають значні міжнародні нагороди, зокрема Хав'єр Корреа і Мігель Антоніо Корреа

В'єдма також є кінцевим пунктом Регати Ріо-Негро, яка проводиться щороку у лютому і має дистанцію 600 км.

## Транспорт
Місто В'єдма має такі шляхи сполучення:
- автошляхи:
  - національна траса № 3
  - провінційна траса № 1
  - провінційна траса № 51
- патагонська залізниця
- аеропорт